# Brecht (Familienname)
Brecht ist ein deutscher Familienname.

## Namensträger
- Alfred Brecht (Grafiker) (1904–1983), deutscher Grafiker und Heraldiker
- Alfred Brecht (Fußballspieler) (* 1942), deutscher Fußballspieler
- Arnold Brecht (1884–1977), deutsch-amerikanischer Jurist und Politikwissenschaftler
- August Brecht (1842–1934), deutscher Verwaltungsbeamter
- Barbara Brecht (* 1999), deutsche Fußballspielerin
- Barbara Brecht-Schall (1930–2015), deutsche Theaterschauspielerin und Kostümbildnerin
- Bernd Brecht (* 1956), deutscher Performancekünstler, Musiker, Schauspieler und Autor
- Bertolt Brecht (1898–1956), deutscher Dramatiker und Lyriker
- Carl Brecht (1834–1893), deutscher Archivar, Bibliothekar und Heimatforscher
- Christine Brecht (* 1966), deutsche Historikerin
- Christoph Heinrich Brecht (1911–1965), deutscher Rechtshistoriker
- Eberhard Brecht (* 1950), deutscher Politiker (SPD), MdB
- Franz Josef Brecht (1899–1982), deutscher Philosoph und Hochschullehrer
- George Brecht (1926–2008), US-amerikanischer Fluxuskünstler
- Gustav Brecht (Politiker) (1830–1905), deutscher Politiker, Oberbürgermeister von Quedlinburg
- Gustav Brecht (Wirtschaftsführer) (1880–1965), deutscher Maschinenbauingenieur und Wirtschaftsführer
- Hanne Marianne Brecht (1923–2009), deutsche Schauspielerin, siehe Hanne Hiob
- Hans Brecht (1923–2007), deutscher Fernsehredakteur
- Heinrich Brecht (1838–1886), deutscher Ophthalmologe
- Hermann Brecht (1853–1927), deutscher General der Kavallerie
- Ilka Brecht (* 1965), deutsche Fernsehmoderatorin und Redakteurin
- Johann Reinhard Brecht (1834–1893), deutscher Theologe
- Johannes Brecht (* 1983), deutscher Musiker
- Julius Brecht (1900–1962), deutscher Politiker (SPD), MdB
- Jürgen Brecht (* 1940), deutscher Fechter
- Karl Brecht (1912–1982), deutscher Physiologe und Hochschullehrer
- Martin Brecht (1932–2021), deutscher Theologe und Kirchenhistoriker
- Michael Brecht (Gewerkschafter) (* 1965), deutscher Gewerkschafter
- Michael Brecht (Neurobiologe) (* 1967), deutscher Neurobiologe
- Paul Brecht (1861–1952), deutscher Mediziner
- Rudolf Brecht (1828–1912), deutscher Architekt
- Sonja Brecht (* 1969), deutsche Fußballspielerin
- Stefan Brecht (1924–2009), US-amerikanischer Schriftsteller
- Udo Brecht (* 1943), deutscher Ruderer
- Ulrich Brecht (1927–2003), deutscher Regisseur und Theaterintendant
- Volker Brecht (* 1965), deutscher Theologe
- Walter Brecht (1900–1986), deutscher Technologe
- Walther Brecht (Jurist) (1841–1909), deutscher Jurist, Politiker (NLP) und Eisenbahnmanager
- Walther Brecht (Literaturwissenschaftler) (1876–1950), deutscher Germanist und Literaturhistoriker